# بنجامين بي. غان
بنجامين بي. غان هو سياسي كندي، ولد في 15 فبراير 1860 في كندا، وتوفي في 9 ديسمبر 1907. حزبياً، نشط في حزب كندا المحافظ. وقد انتخب عضو مجلس العموم الكندي.